# Liste d'accidents aériens dans les années 1990
Pour un article plus général, voir Liste de listes d'accidents aériens.
Cet article présente une liste d'accidents aériens dans les années 1990.

## Années 1990

### 1990
- 25 janvier 1990 : vol 52 Avianca, un Boeing 707 de la compagnie Avianca en provenance de Colombie et à destination de New York s’écrase à court de carburant sur Long Island. Les causes sont liées à une météo désastreuse et à la mauvaise communication entre l’équipage et les contrôleurs aériens. Cet accident fait 73 victimes parmi les 158 personnes à bord.

- 14 février 1990 : le vol 605 Indian Airlines, un Airbus A320 s'écrase lors de son approche de l'aéroport de Bangalore, en Inde, tuant 92 des 146 personnes à bord.

- 2 juin 1990 : Un Piper Aerostar et un Embraer EMB 120 de la compagnie aérienne belge Delta Air Transport se percutent en plein vol près de l'aéroport d'Anvers faisant 4 morts[1]. L'accident se produisit lors d'une manœuvre de passage à basse altitude au-dessus de la piste 29, dans le cadre du tournage d'un film promotionnel.

- 10 juin 1990 : Vol 5390 British Airways, une fenêtre du cockpit de l'appareil se détache et est éjectée au loin provoquant une décompression brutale de l'appareil. Le pilote est aspiré à l'extérieur, mais est retenu par les pieds par l'équipage. Le copilote procède à un atterrissage d'urgence avec le pilote plaqué sur l'extérieur du cockpit, cet incident fait deux blessés.

- 2 octobre 1990 : le vol 8301 Xiamen Airlines entre en collision avec un Boeing 707 de China Southwest Airlines stationné, puis arrache avec son aile le fuselage d'un Boeing 757 de China Southern Airlines qui attendait la clairance pour décoller de l'aéroport de Xiamen. Peu après le décollage, le Boeing 737 avait été détourné par un homme prétendant avoir 7 kg d'explosif sur lui et voulant aller à Hong Kong. Le capitaine, resté seul dans la cabine avec le pirate de l'air, tourna pendant 30 min au-dessus de l'aéroport puis fit croire au pirate qu'il allait atterrir à Hong Kong. Le pirate réalisant la supercherie, une bagarre éclata dans le cockpit, conduisant au ratage de l'atterrissage. 82 des 104 personnes à bord sont tuées ainsi que 46 autres personnes dans la collision.

- 14 novembre 1990 : le vol 404 Alitalia en provenance de Milan s'écrase lors de son approche de l'aéroport de Zurich, en Suisse, tuant les 46 occupants du DC-9.

- 3 décembre 1990 : À l'aéroport de Détroit, le Boeing 727 du vol Northwest Airlines 1482 entre en collision avec le DC-9 vol 299 Northwest Airlines tuant 10 personnes à bord de ce dernier.

### 1991
- 1er février 1991 : collision à l'aéroport de Los Angeles- à la suite d'une erreur des contrôleurs aériens, le vol US Air1493, un Boeing 737, entre en collision lors de son atterrissage avec le vol SkyWest Airlines 5569, un Fairchild Metro III qui attendait l'autorisation de décollage à mi-piste. Le Metro III, beaucoup plus petit, est écrasé par le Boeing 737 qui finit sa course dans un hangar désaffecté. Les 12 occupants du Metro III sont tués sur le coup. 22 des 89 personnes à bord du Boeing trouveront aussi la mort, parmi lesquelles le commandant de bord.

- 3 mars 1991 : le vol 585 United Airlines, un Boeing 737, devient incontrôlable à l'approche de Colorado Springs et s'écrase, tuant ses 25 occupants.

- 18 avril 1991 : le Dornier 228 de Air Tahiti s'écrase en approchant l'aérodrome de Nuku Hiva, à la suite d'une avarie de moteur. Sur les 22 occupants, 10 trouvent la mort.

- 26 mai 1991 : en Thaïlande, le Boeing 767 du vol 004 Lauda Air de la compagnie autrichienne Lauda Air reliant Hong Kong, Bangkok et Vienne est victime d’une inversion de poussée intempestive sur un des moteurs, peu après son départ de Bangkok. L’avion, alors au-dessus de la jungle thaïlandaise se désintégrera pendant sa chute, tuant les 223 passagers et membres d’équipage.

- 11 juillet 1991 : le vol 2120 Nigeria Airways explose plusieurs de ses pneus lors de son décollage de Djeddah, ce qui chauffe considérablement le train lequel une fois rentré provoque un incendie interne, à la suite de quoi le système hydraulique tombe en panne. Le Douglas DC-8 fait demi-tour mais les pilotes perdent le contrôle, l'avion avec les pleins de carburant s'écrase et explose faisant 261 victimes.

- 16 août 1991 : le vol 257 Indian Airlines assurant la liaison Calcutta-Imphal s'écrase contre une colline lors de son approche, tuant ses 69 occupants. La catastrophe est due à une erreur du pilote du Boeing 737.

### 1992
- 20 janvier 1992 : Crash du Mont Sainte-Odile : un Airbus A320 d’Air Inter devant relier Lyon à Strasbourg s’écrase sur le mont Sainte-Odile peu avant l’atterrissage à 19,5 km du seuil de la piste : 87 victimes, 9 survivants. La cause principale de l'accident est une erreur de pilotage dans l'amorce de l'approche finale, mais néanmoins cet accident sera un cas d'école pour une amélioration des instruments de navigation sur les A320.

- 9 février 1992 : Accident aérien de Cap Skirring : au Sénégal, un Convair de la compagnie gambienne Gambcrest est affrété par le Club Méditerranée et Air Sénégal, pour transporter une cinquantaine de touristes de Dakar à Cap Skirring, en Casamance. Bilan : 30 morts sur les 56 personnes à bord.

- 22 mars 1992 : le vol 405 USAir s'écrase au décollage sur un quartier du Queens (New York) : il y a 27 morts et 24 survivants. Comme le crash de Dryden (Ontario) en 1989, l'accident est dû à une surcharge de glace sur les ailes, à la suite d'un décollage trop tardif après dégivrage de l'appareil à l'aéroport de LaGuardia. À la suite de ces deux accidents, de nouvelles procédures de dégivrage sont mises en place sur tous les aéroports concernés du monde : les installations de dégivrage seront placées dorénavant en tête de piste et chaque avion ainsi traité pourra prendre son envol en un minimum de temps, avant que le givrage des ailes ne reprenne, tandis qu'on ne cessera d'améliorer les performances des produits de dégivrage.

- 31 juillet 1992 : Une erreur de navigation a été commise par un équipage manquant de coordination, aggravé par des malentendus avec les contrôleurs aériens. Le vol 311 Thai Airways s'écrase à 11 500 pieds sur les flancs d'une montagne culminant à 16 000 pieds à 23 milles nautiques au nord de la balise VOR de Katmandou au Népal faisant 113 victimes.

- 31 juillet 1992 : le vol China General Aviation 7552 s'écrase dans un étang peu après son décollage de Nankin en Chine faisant 108 victimes parmi les 126 personnes à bord.

- 27 août 1992 : le vol Aeroflot, un Tupolev Tu-134 s’écrase à Ivanovo et tue ses 84 passagers et membres d’équipage.

- 28 septembre 1992 : le vol 268 Pakistan International Airlines s'écrase contre une montagne lors de son approche de l'aéroport de Katmandou au Népal. Les 167 personnes à bord de l'Airbus A300 y trouvent la mort.

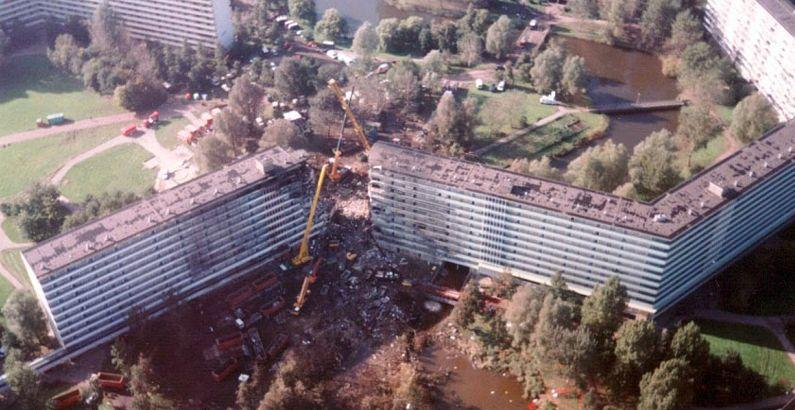
Site de l'écrasement du vol LY 1862.

- 4 octobre 1992 : un Boeing 747 cargo de la compagnie El Al (vol LY 1862), après la perte en vol de ses 2 moteurs droits, s’écrase sur deux immeubles de la banlieue d’Amsterdam, faisant 43 morts.

- 7 octobre 1992 : un Mirage 2000 N-K2 affecté à l'escadron de chasse 02.003 Champagne s'écrase dans le massif du Cantal, sous la crête du Puy de la Chapeloune, tuant son équipage de deux personnes.[réf. souhaitée]

- 8 octobre 1992 : un Iliouchine Il-14 s’écrase dans la province de Gansu au Nord-Ouest de la Chine, faisant 14 morts dont neuf Français.

- 24 novembre 1992 : le vol 3943 China Southern Airlines s'écrase contre une montagne à Guilin en Chine lors de son approche, faisant 141 victimes.

- 21 décembre 1992 : le vol 495 Martinair Holland s'écrase lors de son atterrissage à Faro au Portugal. Les vents violents seraient à l'origine de l'accident. Le McDonnell Douglas DC-10 transportait 340 personnes parmi lesquelles 56 trouveront la mort.

- 22 décembre 1992 : le vol 1103 Libyan Arab Airlines entre en collision avec un MiG-23UB à 3 500 pieds d'altitude et s'écrase à Souk al-Sabt près de Tripoli en Libye. L'accident fait 157 morts dans l'appareil.

### 1993
- 8 février 1993 : le vol Iran Air Tours, un Tupolev Tu-154 entre en collision avec un Soukhoï 22 de l'Iranian Air Force à 15 km de Téhéran en Iran, faisant 133 victimes dont 131 à bord du Tupolev.

- 5 mars 1993 : le vol 301 Palair Macedonian (en) s'écrase peu après son décollage de Skopje en Macédoine, l'aile du Fokker 100 s'étant brisée sans doute sous l'effet de la glace. 83 des 97 personnes à bord périssent.

- 26 avril 1993 : le vol 491 Indian Airlines s'écrase au décollage de Aurangabad en Inde faisant 55 victimes sur les 118 à bord.

- 27 avril 1993 : le Vol 319 Zambian Air Force-Un de Havilland Canada DHC-5 Buffalo s'écrase dans l'océan Atlantique à 500 mètres au large de Libreville, au Gabon, tuant les 30 personnes à bord. Parmi les morts sont 18 joueurs de l'équipe nationale de Zambie de football, son entraîneur, et les membres de son personnel, ainsi que le président de l'Association de football de la Zambie.

- 19 mai 1993 : le vol 505 SAM Colombia (en) s'écrase contre le mont Paramo Frontimo près de Medellín en Colombie faisant 133 victimes.

- 23 juillet 1993 : le vol 2119 China Northwest Airlines ne parvient pas à décoller, la queue du British Aerospace traîne sur la piste lorsque le commandant tente de faire lever le nez. L'avion s’écrase dans une rivière peu profonde faisant 55 morts parmi les 113 personnes à bord.

- 18 août 1993 le Douglas DC-8 (N814CK) du vol 808 American International Airways (Kalitta Air) s’écrase pendant l'approche de la base navale de la baie de Guantánamo. Les 3 membres d’équipage survivent malgré leurs graves blessures, l'appareil est complètement détruit. Les causes probables de l'accident sont attribuées aux mauvaises décisions liées à la fatigue accumulée des pilotes.

- 28 août 1993 : le vol Tajikistan Airlines ne parvient pas à décoller et s'écrase dans la rivière Pyanj près de Khorog au Tadjikistan. L'avion, un Yakovlev 40 est configuré pour transporter 28 passagers mais ce jour c'est 81 passagers qui embarquent sous la menace de pirates de l'air. 82 des 86 personnes à bord périssent dans l'accident.

- 13 septembre 1993 : le vol 72 Air France, un Boeing 747-428 B sort de piste à l'atterrissage à Tahiti. Seuls 4 passagers sont légèrement blessés. L'appareil finit sa course dans le lagon mais est réparé et remis en service quelques mois plus tard.

- 22 septembre 1993 : le vol Tansair Georgian Airlines (en), un Tupolev Tu-154 est abattu par un missile à Soukhoumi en Géorgie. 108 des 132 occupants de l'avion périront dans l'attentat. La veille une attaque au même aéroport sur un Tu-134 de la même compagnie avait fait 27 morts. Le lendemain, un autre appareil est attaqué sur la piste de l'aéroport faisant une victime.

- 20 novembre 1993 : le vol Avioimpex (en) faisant la liaison Genève - Skopje s'écrase contre le mont Trojani en Macédoine après avoir été dérouté sur Ohrid du fait du mauvais temps sur Skopje. Il y aura un survivant parmi les 116 personnes à bord.

- 1er décembre 1993 : le Jetstream 31 N334PX d'Express Airlines opéré par la Northwest Airlink (Vol 5719 Northwest Airlink) s'écrase à Hibbing dans le Minnesota, tuant les 16 passagers et les 2 membres d'équipage à bord. La cause de l'accident est attribuée aux pilotes menant à une collision avec le sol en vol contrôlé. L'accident est raconté dans un épisode de la série documentaire Air Crash (aussi connue sous le nom Mayday : Alerte maximum).

### 1994
- 3 janvier 1994 : le vol Baikal Airlines (en) s'écrase en Russie. Les moteurs du Tupolev Tu-154M avaient déjà des problèmes avant le départ de Irkoutsk, les pilotes ayant mis 17 minutes à les faire démarrer. L'accident fait 126 victimes dont une au sol.

- 23 mars 1994 : le vol 593 Aeroflot Russian International Airlines qui faisait la liaison Moscou - Hong Kong s'écrase en Russie après que le pilote a laissé son fils aux commandes. Le pilote automatique se désactive lorsque l'enfant touche le manche mais personne ne s'en rend compte et l'avion commence à piquer du nez. Lorsque les pilotes s'en aperçoivent, il est trop tard. Les 75 personnes à bord de l'Airbus A310 trouvent la mort dans la catastrophe.

- 26 avril 1994 : Vol 140 China Airlines- à Nagoya au Japon, l'Airbus A300 s'écrase durant l'approche et fait 264 morts parmi les 271 passagers et membres d'équipage.

- 6 juin 1994 : le vol China Northwest Airlines 2303 se brise en plein vol au-dessus de Xian en Chine faisant 160 victimes à bord du Tupolev Tu-154. L'accident est attribué à une erreur de la maintenance.

- 24 juin 1994 : Accident sur la base de Fairchild- Un Boeing B-52 Stratofortress s'écrase sur la base de Fairchild aux États-Unis lors d'un vol de démonstration tuant les 4 membres d'équipage présents à bord.
- 28 mai 1994: aérodrome de Papeete, décochage soudain de l’appareil monomoteur Mitsubishi de la Cie Polynésie Assistance, en provenance d’Australie pour rapatriement d’un malade. L’accident a eu lieu de nuit par bonne météo à  2500 de la piste d’atterrissage. L’avion a coulé à 1500 m de fond. Suspicion d’une rupture brutale de l’hélice. Les 5 occupants sont morts dont le dr Franck Chiche, ex urgentiste de l’APHP qui avait été recruté en 1993 comme directeur associé de la Cie.

- 1er juillet 1994 : le vol Air Mauritanie s'écrase à l'atterrissage à Tidjikja en Mauritanie puis prend feu. Il y aura 13 survivants parmi les 93 personnes à bord du Fokker F-28.

- 21 août 1994 : Vol 630 Royal Air Maroc- dans la localité de Tizounine, écrasement d'un ATR-42 faisant 44 morts. L'hypothèse d'un suicide du pilote n'est pas écartée, bien que contestée par le syndicat des pilotes marocains.

- 8 septembre 1994 : le vol 427 USair, le Boeing 737 qui faisait la liaison Chicago-Pittsburgh devient incontrôlable à la suite d'un problème sur la gouverne de direction. Il s'écrase à Aliquippa en Pennsylvanie faisant 132 victimes, exactement dans les mêmes conditions que le 737 d'United Airlines le 3 mars 1991. C'est un incident similaire (sans victime), survenu sur un 737 de Eastwind Airlines, le 9 juin 1996, qui permettra de découvrir la défaillance constitutionnelle de l'unité de contrôle des gouvernes des 737, après la plus longue enquête de l'aviation civile.

- 12 octobre 1994 : le vol 746 Iran Aseman Airlines s'écrase contre une montagne près de son aéroport de départ à Natanz en Iran. L'accident fera 66 victimes.

- 31 octobre 1994 : le vol 4184 American Eagle Airlines s'écrase dans l'Indiana à la suite d'un important givrage des ailes, tuant les 68 personnes à bord de l'ATR-72 qui révèle des défauts de conception dans son système de dégivrage. L'avionneur franco-italien ne remédiant qu'en partie au problème, l'ATR ne volera plus qu'en des latitudes plus basses.

- 3 novembre 1994 : le vol 930 Air Liberté en provenance de Monastir en Tunisie fait une sortie de piste à l'Aéroport de Kajaani en Finlande. Le MD-83 avec 164 passagers et 7 membres d'équipage à bord est fortement endommagé mais l'accident ne fait que 3 blessés légers. Le rapport final attribut la sortie piste aux multiples erreurs des pilotes dans la gestion de l'automanette et des inverseurs de poussée.

- 3 novembre 1994 : le vol 347 Scandinavian Airlines System est détourné par un pirate de l'air avec 122 passagers et 6 membres d'équipage à bord d'un McDonnell Douglas MD-80 en Norvège. Au départ de Bardufoss, l'avion atterrit à Bodø où une partie des passagers et des membres d'équipage sont libérés. Le MD-80 repart alors vers Oslo-Fornebu, après plusieurs heures de négociations, le pirate se rend sans résistance et aucune violence ne fut à déplorer durant le détournement. L'auteur des faits est condamné à 4 ans de prison, et déclara regretter son acte, son but était d'attirer l'attention du monde sur la guerre en Bosnie.

- 11 décembre 1994 : le Boeing 747-283B du vol Philippine Airlines 434 qui volait de l'aéroport international Ninoy Aquino (Manille, Philippines) à l'aéroport international de Narita (Tokyo, Japon) avec une escale à l'aéroport international de Mactan-Cebu (Cebu, Philippines), fut victime d’un attentat à la bombe. Il volait sur la deuxième étape de l'itinéraire quand celle-ci, constituée de nitroglycérine liquide camouflée dans une bouteille de solution pour lentilles de contact, explosa, tuant un passager et crevant le fuselage sous son siège. Le commandant de bord, très expérimenté, a quand même réussi à poser l'avion sur l'aéroport de Naha, chef-lieu de la préfecture de l'île d'Okinawa (Japon) sauvant tous les autres passagers et membres d'équipage. Cette bombe fut posée dans le cadre de la préparation de ce que l'on a appelé l'opération Bojinka par le terroriste Ramzi Yousef déjà impliqué dans l'attentat du World Trade Center (New York) de 1993. Arrêté en 1995 au Pakistan, il fut condamné à la perpétuité aux États-Unis pour les deux attentats.

- 21 décembre 1994 : le Vol Air Algérie 702P, un Boeing 737-2D6C s'écrase à Willenhall au Royaume-Uni et fait 5 victimes.

- 29 décembre 1994 : le vol 278 Turkish Airlines s'écrase et fait 57 victimes sur les 76 personnes à bord du Boeing 737-400.

### 1995
- 10 janvier 1995 : le vol 256 Intercontinental de Aviación (en) s'écrase à 40 km de l'aéroport de Cartagena en Colombie. L'accident serait dû à un problème d’altimètre: le pilote avait indiqué à la tour de contrôle une altitude de 2 100 pieds alors que le radar de la tour le voyait à 800 pieds. Seule une petite fille de neuf ans a survécu à l'accident qui a coûté la vie à 51 personnes.

- 30 janvier 1995 : le vol GE de TransAsia Airways opéré par un ATR-72-200 allant à Kuei Shang Hsiang en provenance de l'île de Penghu s'écrase sur une colline. L'appareil volait à une altitude de 1 000 ft (330 mètres) alors que l'altitude minimale était de 2 500 ft . L'avion était en service depuis un mois environ. L'avion était de retour d'une rotation, en convoyage à vide. Les quatre membres d'équipage ont péri dans l'accident.

- 31 mars 1995 : le vol 371 Tarom qui assurait la liaison entre Bucarest et Bruxelles s'écrase dans un champ en Roumanie. Un des moteurs de l'Airbus A310 était resté en configuration décollage provoquant un déséquilibre entraînant une descente de l'appareil. On ne sait pas si le commandant de bord était absent ou inconscient, mais l'analyse des boîtes noires a montré qu'il n'a pas dit un mot de tout le vol. L'accident a fait 60 victimes.

- 18 juillet 1995 : le vol 5R-MMG de l'armée malgache qui transportait l'équipe médicale d'une mission humanitaire française entre Maintirano et Antananarivo-Ivato s'enflamme et s'écrase en phase finale d'approche. Il y aura 36 victimes parmi les 40 personnes à bord[2].

- 9 août 1995 : le vol 901 Aviateca, un Boeing 737 s'écrase contre le volcan Chinchontepec après avoir raté son approche de l'aéroport de San Salvador du fait des mauvaises conditions météo. La totalité des 65 passagers à bord de l'appareil périront dans l'accident.

- 21 août 1995 : le vol 529 Atlantic Southeast Airlines, un Embraer EMB-120 à bi-turbopropulseurs, reliant l'aéroport international Hartsfield-Jackson d'Atlanta à l'aéroport international de Gulfport-Biloxi à Gulfport (Mississippi), s'est écrasé peu après le décollage en tentant un atterrissage forcé dans un champ à la suite de la panne d'un moteur. Des 29 personnes à bord, le commandant trouvera la mort dans l'incendie de l'avion et 9 passagers mourront des suites de leurs brûlures. Une fatigue du métal d'une pale de l'hélice gauche s'avèrera être la cause de l'accident, à l'instar de deux accidents précédents chez ce type d'avion.

- 3 décembre 1995 : le vol 3701 Cameroon Airlines s'écrase lors de son approche de l'aéroport international de Douala au Cameroun. Il y aura 5 survivants parmi les 76 personnes à bord du Boeing 737.

- 5 décembre 1995 : le vol Azerbaijan Airlines s'écrase dans un champ peu après son départ de Nakhitchevan à la suite d'une panne des réacteurs. Il y aura 52 victimes parmi les 82 personnes à bord.

- 7 décembre 1995 : le vol 3949 Aeroflot Khabarovsk Airlines s'écrase dans une zone inhabitée en Russie (l'épave ne sera retrouvée que onze jours plus tard). À la suite d'une mauvaise répartition du carburant, le Tupolev Tu-154B aurait décroché. Il n'y a eu aucun survivant parmi les 98 personnes à bord.

- 13 décembre 1995 : le vol 166 Banat Air, un Antonov An-24 s'écrase peu après son décollage de l'aéroport de Vérone, tuant ses 49 occupants (41 passagers et 8 membres d'équipage). En Italie, on parle de cette tragédie sous le nom de Disastro aereo di Verona.

- 18 décembre 1995 : le vol Trans Service Airlift, un Lockheed L-188 Electra surchargé s'écrase peu après son décollage de Jamba en Angola faisant 141 morts. Il n'y eut que 3 survivants.

- 20 décembre 1995 : le vol 965 American Airlines s'écrase alors qu'il entamait sa descente vers l'aéroport de Cali en Colombie. À la suite d'une erreur des pilotes, l'avion quitte la trajectoire prévue et percute une montagne à Buga. Il y aura quatre survivants parmi les 164 personnes à bord du Boeing 757.

### 1996
- 8 janvier 1996 : un Antonov An-32 rate son décollage de l'aéroport de Ndolo et s'écrase sur un marché de Barumbu, un quartier populaire de Kinshasa. La catastrophe fait 225 morts parmi des personnes au sol et deux parmi les six occupants de l'avion. Mais le bilan est incertain, certaines sources parlant de presque 300 victimes voire plus. C'est la tragédie aérienne la plus meurtrière de l'histoire de l'aviation en république démocratique du Congo.

- 6 février 1996 : le vol 301 Birgenair s'écrase peu après son décollage de Puerto Plata en République dominicaine sans que l'équipage émette un seul message de détresse. L'avion sera retrouvé désintégré dans l’océan par 1 200 m de fond. Les 189 personnes à bord du Boeing 757 qui devait rejoindre Berlin y périront. Tous les passagers étaient des touristes allemands. L'enregistrement phonique du vol révèle plusieurs erreurs consécutives de pilotage à la suite d'une panne d'anémomètre causée par l'obstruction probable d'une sonde pito par le nid d'une guêpe maçonne, l'avion ayant séjourné 25 jours sur le tarmac de l'aéroport dominicain, sans protection à cet effet.

- 29 février 1996 : le vol 251 Faucett Peru s'écrase dans une forêt lors de son approche de l'aéroport d'Arequipa au Pérou. Les 123 personnes à bord du Boeing 737 trouvent la mort dans l'accident.

- 3 avril 1996 : le vol 21 United States Air Force opérait un vol entre Zagreb et Dubrovnik via Tuzla. Le Boeing T-43 (version modifiée Boeing 737-200) qui assurait ce vol s'est écrasé sur le flanc d'une montagne à l'approche de l'aéroport de Dubrovnik (Croatie). Les conditions d'approche étaient entravées par une visibilité nulle due à une forte nébulosité mêlée à des averses intenses. Les 30 passagers et 5 membres d'équipage sont morts dans l'accident. Parmi les victimes, on compte Ronald Brown, alors Secrétaire au Commerce des États-Unis et plusieurs diplomates, ce qui provoqua un tollé dans le monde. L'enquête a conclu au manque d'infrastructures de l'aéroport, détériorées par la guerre de 1991 et non rénovées depuis, aux cartes croates de navigation ne répondant pas aux normes des États-Unis (à cause de celle utilisée, l'avion approcha de Dubrovnik avec une altitude trop basse de 700 m), ainsi qu'à l'absence de « boîtes noires » à bord de l'appareil insuffisamment équipé, de surcroît, pour une navigation sans visibilité. Plus de 10 militaires (américains et croates) tenus pour responsables ont été dégradés.

- 11 mai 1996 : le vol 592 ValuJet s'écrase dans les Everglades à la suite d'un incendie à bord, juste 10 minutes après son décollage de Miami. Les 110 personnes à bord du DC-9 décèdent dans la catastrophe. L'incendie est dû au déclenchement d'anciennes cartouches d'oxygène, ayant entraîné un incendie, embarquées illégalement par la société chargée de l'entretien des appareils de ValuJet. Des bouchons à 3 cents sur les 48 cartouches auraient permis d'éviter la catastrophe (voir l'article ValuJet pour plus d'informations).

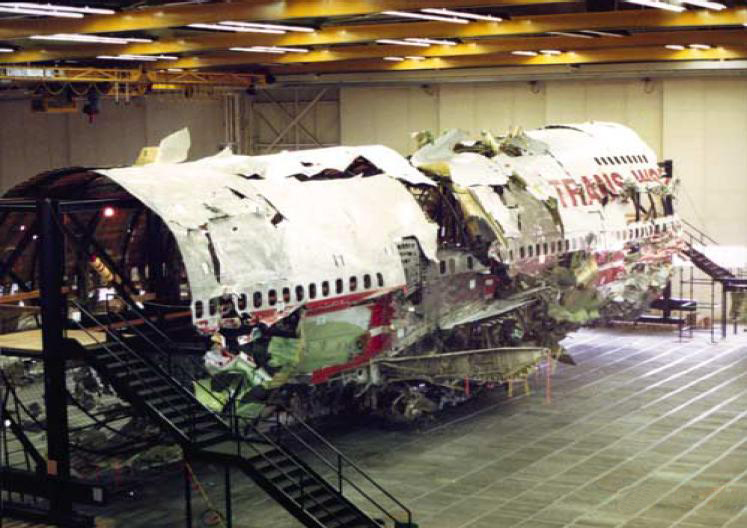
La reconstitution de l'épave du Boeing 747 du vol 800 TWA.

- 17 juillet 1996 : vol 800 TWA - explosion en vol du Boeing 747 de la compagnie américaine TWA, au large de New York, peu après son décollage à destination de Paris, avec 230 personnes à son bord, dont 42 Français parmi lesquels le guitariste Marcel Dadi et le jeune artiste-peintre Sylvain Delange (1961-1996). Il n’y a aucun survivant. Longtemps évoquée, la piste d’un attentat est exclue quatre ans plus tard par l’enquête américaine qui conclut à un accident.

- 29 août 1996 : le vol 2801 Vnukovo Airlines, un Tupolev Tu-154 percute la montagne Operafjellet (en) sur l'île de Spitzberg en Norvège. Les 141 passagers et membres d'équipage sont décédés dans la catastrophe.

- 2 octobre 1996 : le vol 603 AeroPerú s'écrase en mer peu après son décollage de l'aéroport de Lima faisant 70 morts. Les altimètres et les indicateurs de vitesse des pilotes étaient tous faux et inutilisables à cause de morceaux d'adhésifs collés sur les prises d'air pour les instruments de vol (altitude et vitesse). Les adhésifs avaient été posés par précaution par un technicien qui polissait le nez de l'avion. Il s'agissait d'un Boeing 757.

- 31 octobre 1996 : le vol 402 TAM s'écrase peu après son décollage de aéroport international Congonhas de São Paulo au Brésil à la suite du déclenchement intempestif des inverseurs de poussée. L'accident fera 99 victimes dont 4 au sol. L'avion était un Fokker F100.

- 7 novembre 1996 : le vol 086 ADC Airlines, un Boeing 727 en phase d'approche sur Lagos s'écrase en tentant d'éviter un appareil venant de décoller. Une mésentente entre le contrôleur et le pilote de ce dernier serait à l'origine du drame qui coûta la vie à 143 personnes.

- 12 novembre 1996 : collision aérienne de Charkhi Dadri - le vol 763 Saudi Arabian Airlines, un Boeing 747, entre en collision avec le vol 1907 Kazakhstan Airlines, un Iliouchine Il-76 à Charkhi Dadri en Inde faisant 312 victimes à bord du 747 et 37 dans l'Iliouchine Il-76. Avec un bilan final de 349 morts, cet accident est devenu la plus grave collision en vol de l'histoire de l'aviation. La faute en incombe à l'équipage kazakh qui est descendu trop bas lors de son approche.

- 23 novembre 1996 : le vol 961 Ethiopian Airlines, un Boeing 767, s'abîme au large des Comores à la suite d'une panne sèche de kérosène après avoir été détourné. Il y aura toutefois 50 survivants parmi les 175 personnes à bord.

### 1997
- 9 janvier 1997 : vol Vol Comair 3272 dans le Michigan aux États-Unis cause la mort de 29 victimes à cause d’une couche de glace sur l’aile gauche qui entraîne un décrochage.

- 1er février 1997 : vol Air Sénégal- un Hawker Siddeley 748, s’écrase juste après son décollage de l’aérodrome de Tambacounda au Sud-Est du Sénégal, l'accident fait 23 victimes.

- 18 mars 1997 : le vol 1023 Stavropolskaya Aktsionernaya Avia s'écrase dans une forêt en Russie après que la queue s'est séparée du reste de l'Antonov 24RV dont le fuselage présentait une importante corrosion. Les 50 occupants de l'appareil ont trouvé la mort.

- 26 juillet 1997 : lors du meeting aérien d’Ostende (Belgique), un Extra 300 de la patrouille acrobatique des « Royal Jordanian Falcons » s’écrase sur une tente de la Croix-Rouge faisant 10 morts et plus de 40 blessés. Depuis, il n’y a plus de meeting organisé sur l’aéroport civil d’Ostende.

- 6 août 1997 : le vol 801 Korean Air rate son atterrissage à Guam, 228 des 254 personnes à bord y trouvent la mort. Il s'agissait d'un Boeing 747.

- 3 septembre 1997 : le vol 815 Vietnam Airlines accroche des arbres puis s'écrase dans une rizière lors de son approche de l'aéroport de Phnom Penh au Cambodge. Le commandant a totalement ignoré les données de son altimètre et les avertissements de son copilote concernant les mauvaises conditions de visibilité, conduisant le Tupolev 134-B à la catastrophe. On dénombre 65 victimes et un survivant.

- 26 septembre 1997 : le vol 152 Garuda Indonesia s'écrase dans une forêt lors de son atterrissage à Medan en Indonésie et prend rapidement feu. Les 234 personnes à bord de l'Airbus A300 y perdent la vie.

- 10 octobre 1997 : le vol 2553 Austral Líneas Aéreas s'écrase près de Nuevo Berlin en Uruguay après avoir été pris dans une tempête givrante. Les données de la boîte noire laissent supposer une erreur du pilote lors de la reprise du contrôle du McDonnell Douglas DC-9-32. L'accident fera 74 victimes.

- 15 décembre 1997 : le vol 3183 Tajikistan Airlines s'écrase lors de son approche de l'aéroport de Charjah (Émirats arabes unis) puis prend feu. Il n'y aura qu'un survivant parmi les 86 personnes à bord du Tupolev Tu-154M

- 17 décembre 1997 : le vol 241 Aerosweet s'écrase à 70 km de son aéroport d'arrivée à Thessalonique en Grèce alors qu'il attendait l'autorisation d'atterrir sur l'aéroport qui était surchargé. Les pilotes se sont perdus lors du circuit d'attente et le Yakovlev Yak-42 s'est écrasé contre le mont Pigadia, causant la mort des 70 personnes à bord.

- 19 décembre 1997 : lors du vol 185 SilkAir, le commandant de bord se suicide en lançant le Boeing 737 en piqué qui s'écrase à Palembang en Indonésie tuant les 104 personnes à bord.

- 28 décembre 1997 : lors du vol United Airlines 826 entre Tokyo et Honolulu, le Boeing 747-100 subit de fortes turbulences alors en croisière à 31 000 pieds (9 448 m) au-dessus de l'Océan Pacifique. L'équipage revient alors vers Tokyo en urgence, l'incident fait 101 blessées et un mort, une Japonaise de 32 ans.

### 1998
- 2 février 1998 : le vol 387 Cebu Pacific Air s'écrase contre la montagne Balatucan près de Cagayan de Oro (Philippines). Le McDonnell Douglas DC-9-32 était parti de Manille et avait fait une escale de 9 minutes à Tacloban afin de débarquer les pneus d'un autre DC-9 de Cebu Pacific Air, avant de repartir pour Cayagan de Oro avec 104 personnes à son bord. Toutes ont péri dans l'accident.

- 16 février 1998 : le vol 676 China Airlines, un Airbus A300, s'écrase à l'atterrissage à Taipei, Taïwan. Les 196 passagers et membres d'équipage ont péri ainsi que 7 personnes au sol.

- 20 avril 1998 : le vol 422 Air France s'écrase contre la montagne Cerro el Cable près de Bogota en Colombie après n'avoir pas respecté la procédure qui prévoyait un virage à droite de 90° juste après le décollage. Les conditions météo étaient toutefois très difficiles du fait de pluies abondantes. Il n'y a aucun survivant parmi les 53 personnes à bord du Boeing 727.

- 5 mai 1998 : le vol 351 FAP (Fuerza Aérea del Peru) s'écrase lors de son approche de l'aéroport d'Andoas (en) au Pérou à la suite de mauvaises conditions météo. 74 des 87 personnes à bord périssent dans l'accident. L'avion, un Boeing 737, avait été loué à la FAP, l'Air Force péruvienne, par Occidental Petroleum.

- 30 juillet 1998 : crash de Quiberon- un avion Beech 1900 D de la compagnie Proteus Airlines effectuant une liaison régulière Lyon-Lorient s’écarte de sa trajectoire habituelle pour décrire un cercle autour du paquebot Norway  et heurte un Cessna près de Quiberon. 15 morts.

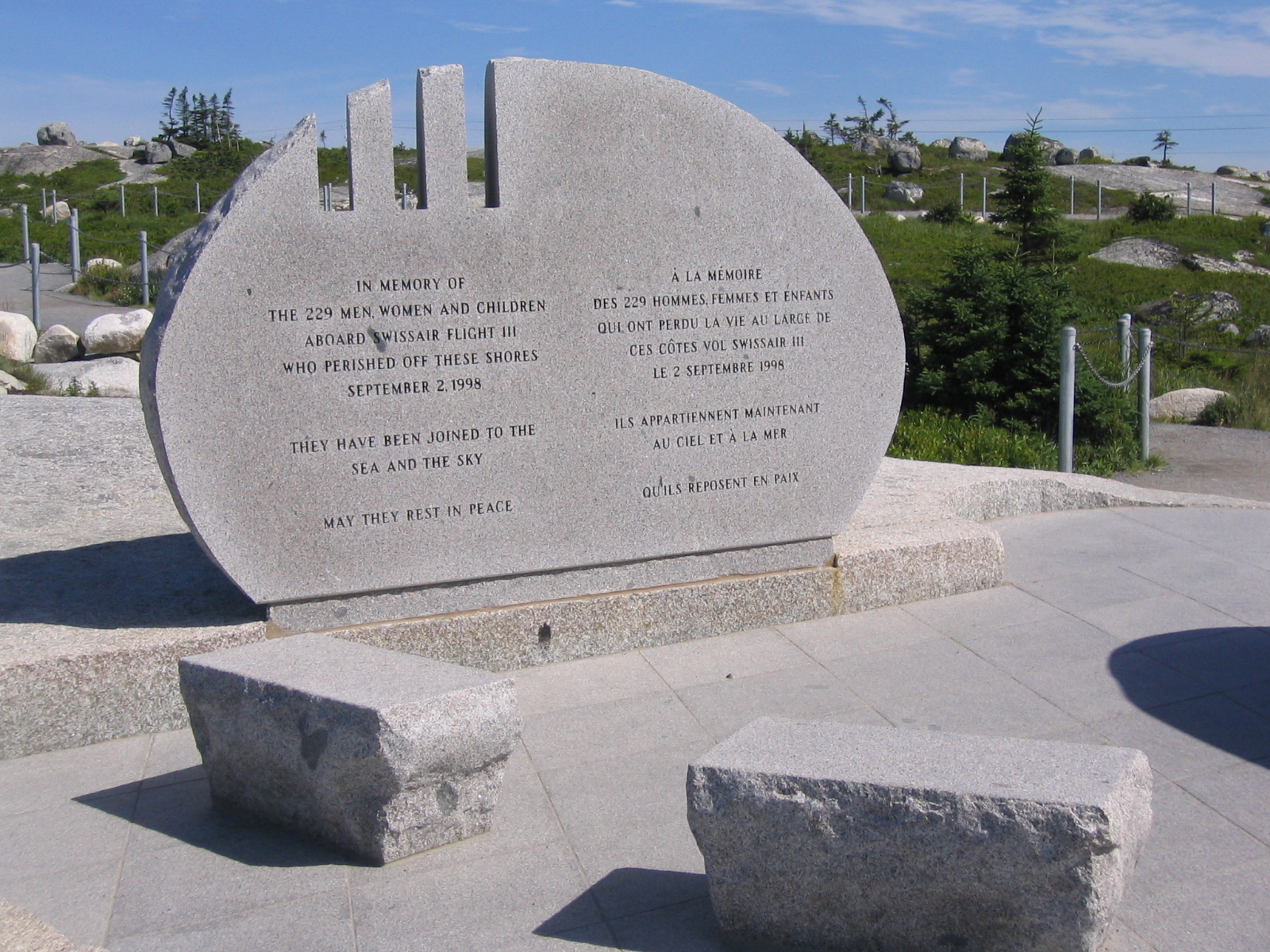
Monument dédié aux victimes du vol 111 Swissair.

- 2 septembre 1998 : vol 111 Swissair, un McDonnell Douglas MD-11 de la compagnie Swissair, ayant décollé de New York JFK à destination de Genève, s’abîme brutalement en mer au large de Peggy's Cove, au sud d’Halifax au Canada: 229 victimes. L’enquête du bureau accident canadien démontrera qu’un court-circuit à l’arrière du cockpit est à l’origine d’un feu couvé, alimenté par les matières isolantes de l’avion, feu qui détruira les commandes de l'avion, le rendant incontrôlable alors qu'il manœuvrait pour atterrir à Halifax.

- 29 septembre 1998 : le vol 602 Lion Air assurant la liaison Jaffna- Colombo au Sri Lanka s'écrase au large du district de Mannar au Sri Lanka. L'Antonov 24RV, loué à la compagnie biélorusse Gomelavia, aurait été abattu par des rebelles du LTTE (Tigres de libération de l'Eelam tamoul). Les 55 occupants de l'avion périssent dans l'attentat.

- 11 décembre 1998 : le vol 261 Thai Airways rate son atterrissage à Surat Thani en Thaïlande du fait des mauvaises conditions météo. L'accident de l'Airbus A310 fera 101 victimes parmi les 146 personnes à bord.

### 1999
- 1er juin 1999 : le vol 1420 American Airlines assurant la liaison Dallas-Little Rock, dépasse la piste d'atterrissage et s'écrase. L'accident aura fait 11 morts et 110 blessés sur les 145 personnes à bord du McDonnell Douglas MD-82 (139 passagers et 6 membres d'équipage).

- 16 juillet 1999 : le Piper 32 Saragotta II piloté par John Fitzgerald Kennedy, Jr. s'écrase tandis qu'il est en approche de l'aéroport de Martha's Vineyard. John Kennedy Jr., son épouse Carolyn et sa sœur Lauren disparaissent dans l'accident.

- 24 juillet 1999 : le vol 61 All Nippon Airways un Boeing 747, est détourné par un passager, Yuji Nishizawa, brandissant un couteau. Après avoir poignardé le capitaine, il est dominé par l'équipage tandis que le premier officier de l'avion le pose en toute sécurité à Haneda, au Japon.

- 22 août 1999 : le vol 642 China Airlines, un McDonnell Douglas MD-11 s'écrase à l'atterrissage à Hong Kong au cours de la tempête tropicale Sam. Sur les 315 personnes à bord, trois meurent et 208 sont blessés, 44 d'entre eux sérieusement.

- 31 août 1999 : le Vol 3142 LAPA (Líneas Aéreas Privadas Argentinas) ne parvient pas à décoller de Buenos Aires, traverse plusieurs routes, finit par rentrer dans un bâtiment et prend feu. 63 des 103 personnes à bord du Boeing 737 trouvent la mort ainsi que deux personnes au sol.

- 14 septembre 1999 : le vol BY226A Britannia Airlines atterrit lourdement et se brise sur le tarmac de l'aéroport de Gérone-Costa Brava après l'extinction des lumières de la piste alors en pleine tempête. Miraculeusement, aucun mort n'est à déplorer sur les 236 passagers et neuf membres d'équipage alors que l'avion a glissé sur plus de 1 900 m. On compte 44 blessés dont deux graves. Cependant cinq jours plus tard un des passagers qui sur le moment avait été classé comme blessé léger, décède de blessures internes non détectées.

- 25 octobre 1999 : Learjet 35 de la compagnie SunJet Aviation s'écrase dans le Dakota du sud. L'avion assurait la liaison entre Orlando et Dallas, mais l'accident a lieu très loin de sa destination origine. La raison est tragiquement simple, les 6 personnes à bord sont toutes mortes de hypoxie bien avant l'accident. Le contact a été rapidement perdu les contrôleurs aériens, l'armée américaine lança alors plusieurs chasseurs F-16 pour intercepter le jet privé. Les chasseurs confirment l'inactivé dans l'appareil. Le Learjet 35 vola en pilote automatique pendant plus de 2 000 km, avant d’être à court de kérosène et finir sa course dans un champ du Dakota du Sud. À bord, se trouvait le célèbre joueur de golf Payne Stewart.. L'accident est raconté dans un épisode de la série documentaire Mayday : Alerte maximum (aussi connue sous le nom Air Crash Investigation).

- 31 octobre 1999 : Vol 990 EgyptAir, un Boeing 767 de la compagnie égyptienne Egyptair s’abîme en mer au large de la côte est des États-Unis avec 217 personnes à bord. Peu après le décollage de New York, le deuxième copilote demande avec insistance à remplacer le premier copilote avant l'heure prévue puis, peu après, le commandant de bord l'aurait laissé seul au poste de pilotage. Ce dernier aurait alors volontairement coupé le pilote automatique et prononcé plusieurs fois I rely on God (je m'en remets à Dieu). Lorsque le commandant de bord parvient enfin à revenir dans le cockpit, il rattrape l'appareil qui descendait en piqué, mais le copilote avait coupé les moteurs. Le Boeing fait une chute de 33 000 pieds (environ 10 000 m) en 83 secondes puis est pulvérisé à la surface de la mer. Il n’y a pas de survivant. Un défaut des rivets de la gouverne de profondeur est attesté (des modifications ont dû être réalisées sur plusieurs appareils en service) mais il n'expliquerait pas tout. L'hypothèse du suicide du copilote est retenue par le bureau américain d'enquête et contestée par la partie égyptienne. Ce suicide pourrait être lié à l'interdiction pour le copilote de retourner à nouveau aux États-Unis, interdiction prononcée la veille par le chef pilote à la suite d'une affaire de mœurs. La frustration du copilote de n'avoir jamais été promu commandant de bord à quelques mois de sa fin de carrière est également avancée.

- 11 décembre 1999 : le vol SP530M SATA Air Açores effectué par la compagnie SATA Air Açores assurait liaison entre Ponta Delgada et Santa Cruz das Flores aux Açores. L'avion s'est écrasé sur la montagne du nom de "Pico da Esperança" (en français le "Pique de l'Espoir") sur São Jorge, tuant ses 35 occupants.

- 21 décembre 1999 : vol CU 1216, un appareil McDonnell Douglas DC-10 immatriculé F-GTDI de la compagnie française AOM opérant un vol charter avec equipage de la Cubana de Aviación, rate son atterrissage à la fin de la piste 19 de l'aéroport La Aurora de Guatemala. Il s'agissait d'un vol au départ de la ville de la Havane à Cuba vers l'aéroport La Aurora de Guatemala. L'accident s'est produit après que l'avion ait atterri en un point situé environ entre 1220 et 1 320 mètres après avoir passé le seuil de la piste 19. Cette piste mesure 2 767 mètres. À la fin de la piste, l'avion a dévié de la trajectoire souhaitée vers la droite de la piste et est tombé dans un précipice au-dessus du début de la piste 01 causant un total de 18 morts (dont 2 au sol), 10 blessés graves, 47 blessés légers et 8 maisons détruites.

- 22 décembre 1999 : Vol 8509 Korean Air Cargo, un Boeing 747 s'écrase à Great Hallingbury alors qu'il venait juste de décoller de l'aéroport de Stansted, près de Londres. L'accident est dû à une erreur du pilote après constat d'un problème de ADI (horizon artificiel). Les 4 membres d'équipage sont tués dans l'accident.